# Buteo burmanicus
La poiana dell'Himalaya (Buteo burmanicus Hume, 1875) è un uccello rapace della famiglia degli Accipitridi.

## Descrizione
È un rapace di media taglia, che raggiunge lunghezze di 45–53 cm.

## Biologia
Le sue prede sono in prevalenza roditori, piccoli uccelli e rettili.

## Distribuzione e habitat
L'areale della specie si estende lungo la catena montuosa dell'Himalaya (Pakistan, India, Nepal, Cina e Bhutan).

## Tassonomia
Considerata in passato una sottospecie della poiana eurasiatica, questa entità è stata recentemente riconosciuta, sulla base di analisi genetiche, come specie a sé stante e denominata inizialmente come Buteo refectus, denominazione tuttora utilizzata da alcuni Autori. Più recentemente è stato stabilito che la denominazione valida è Buteo burmanicus e la specie è riconosciuta con tale nome dal Congresso Ornitologico Internazionale.